# Anna Pogany
Anna Pogany (Berlino, 21 luglio 1994) è una pallavolista tedesca, libero della LOVB Houston.

## Carriera

### Club
La carriera di Anna Pogany inizia nella formazione giovanile del Turnerbund München, dal quale approda prima a quello dell'Unterhaching e poi in quello del Lohhof. Nel 2009 viene ingaggiata dal Vilsbiburg, giocando per la seconda squadra del club: nella stagione 2011-12 viene saltuariamente aggregata alla prima squadra, debuttando in 1. Bundesliga, venendo poi definitivamente promossa a partire dalla stagione seguente; nel corso della militanza con la formazione bavarese conquista una Coppa di Germania.
Nel campionato 2015-16 si trasferisce al Köpenicker, restandovi in forza per due annate, approdando quindi nella stagione 2017-18 per la prima volta in un campionato estero, grazie all'ingaggio delle svizzere dello Sm'Aesch Pfeffingen, impegnate in Lega Nazionale A; rientrata in patria già nella stagione seguente, si lega per sei annate allo Schweriner, vincendo altre tre volte la coppa nazionale e aggiudicandosi altrettante edizioni della Supercoppa tedesca.
Si trasferisce poi negli Stati Uniti d'America, dove prende parte alla prima edizione della League One Volleyball con la LOVB Houston, aggiudicandosi la LOVB Classic.

### Nazionale
Fa parte della nazionale tedesca under 18 impegnata nel 2011 al campionato europeo e al campionato mondiale; con l'under 20 partecipa alle qualificazioni europee al campionato mondiale 2013, mentre con l'under 23 prende parte al campionato mondiale 2013.
Nel 2017 debutta in nazionale maggiore in occasione del Montreux Volley Masters, dove vince la medaglia d'argento.

## Palmarès

### Club
- Coppa di Germania: 4

2013-14, 2018-19, 2020-21, 2022-23
- LOVB Classic: 1

2025
- Supercoppa tedesca: 3

2018, 2019, 2020

### Nazionale (competizioni minori)
- Montreux Volley Masters 2017